# Asociația de Fotbal a Gibraltarului
Asociația de Fotbal a Gibraltarului (GFA; engleză Gibraltar Football Association) este forul principal de fotbal din Gibraltar. Asociația a fost fondată în anul 1895, fiind una dintre cele mai vechi din lume. Pe 24 mai 2013, Gibraltar a devenit membru deplin al UEFA. Organizează anual Prima Divizie - Gibraltar.